# Чкаловец-Олимпик
«Чкаловец-Олимпик» — российский футбольный клуб из Новосибирска.
Клуб был создан в 1999 году под названием «Олимпик», сезон-1999 провёл в первенстве КФК (выиграв турнир в зоне «Сибирь»), нося название «Новосибирск-Олимпик». В 2000 году дебютировал во втором дивизионе в зоне «Восток» под названием «Чкаловец-Олимпик», имелись планы по дальнейшему повышению в классе (главным тренером команды был назначен Юрий Гаврилов, состав пополнился рядом известных на «Востоке» игроков из других клубов, и также одним из новобранцев стал Сергей Горлукович), в то время как главный клуб Новосибирска — «Чкаловец», был исключён из ПФЛ и сезон 2000 года провёл в первенстве КФК под названием «Чкаловец-1936».
В числе лауреатов в опросе, проводимом новосибирскими спортивными журналистами по определению лучших спортсменов 2000 года в городе, одним из номинантов («лучший игрок») был признан футболист «Чкаловца-Олимпика» Олег Лидрик, выступление самой команды расценилось как главное разочарование. Гаврилов покинул команду, тренировал которую год, на его место пришёл Сергей Васютин (после того, как не удалось договориться с Борисом Рапопортом по финансовым вопросам). Васютин был уволен с поста главного тренера команды в июле 2001 года.
В ходе сезона 2001 года было решено объединить «Чкаловец-Олимпик» и возвратившийся во Второй дивизион «Чкаловец-1936» в одну структуру. Сообщалось, что по окончании сезона будет подписан договор, согласно которому приоритет будет отдан «Чкаловцу-1936», как соучредителю «Чкаловца-Олимпика», «Чкаловец-1936» будет стремиться выйти в Первый дивизион, а основной задачей «Чкаловца-Олимпика» станет подготовка игроков для главной команды из числа воспитанников местных футбольных школ.
В 2003 году «Чкаловец-Олимпик» занял в зоне «Восток» 10-е место из 13, но следующий сезон начал в первенстве ЛФЛ по причине того, что не смог пройти аттестацию в ПФЛ. В январе 2004 года сообщалось, что «Чкаловец-Олимпик» официально вернул себе прежнее название — «Новосибирск-Олимпик», однако вплоть до сезона-2007 играл под прежним названием.

## Результаты выступлений
| Сезон | Название            | Первенство                      | Первенство                      | Первенство | Первенство | Первенство | Первенство | Первенство | Первенство | Кубок                  | Примечания               |
| Сезон | Название            | Лига/дивизион                   | Лига/дивизион                   | Место      | И          | В          | Н          | П          | Мячи       | Кубок                  | Примечания               |
| ----- | ------------------- | ------------------------------- | ------------------------------- | ---------- | ---------- | ---------- | ---------- | ---------- | ---------- | ---------------------- | ------------------------ |
| 1999  | Новосибирск-Олимпик | КФК (Д-4)                       | Сибирь                          | 1 из 7     | 12         | 9          | 2          | 1          | 35-11      | 4-е место (ЛФК Сибирь) |                          |
| 1999  | Новосибирск-Олимпик | КФК (Д-4)                       | финал                           | груп.      | 5          | 1          | 1          | 2          | 8-9        | —                      | Выход во второй дивизион |
| 2000  | Чкаловец-Олимпик    | Второй дивизион (Д-3), «Восток» | Второй дивизион (Д-3), «Восток» | 6 из 13    | 24         | 10         | 6          | 8          | 31-29      | 1/256                  |                          |
| 2001  | Чкаловец-Олимпик    | Второй дивизион (Д-3), «Восток» | Второй дивизион (Д-3), «Восток» | 11 из 15   | 28         | 9          | 4          | 15         | 30-46      | 1/32                   |                          |
| 2002  | Чкаловец-Олимпик    | Второй дивизион (Д-3), «Восток» | Второй дивизион (Д-3), «Восток» | 14 из 16   | 30         | 5          | 6          | 19         | 18-60      | 1/128                  |                          |
| 2003  | Чкаловец-Олимпик    | Второй дивизион (Д-3), «Восток» | Второй дивизион (Д-3), «Восток» | 10 из 13   | 24         | 6          | 4          | 14         | 23-35      | 1/32                   | Исключение из ПФЛ        |
| 2004  | Новосибирск-Олимпик | ЛФЛ (Д-4), Сибирь               | ЛФЛ (Д-4), Сибирь               | 5 из 14    | 24         | 11         | 3          | 11         | 33-40      | предв. (ЛФК Сибирь)    |                          |
| 2005  | Новосибирск-Олимпик | ЛФЛ (Д-4), Сибирь               | ЛФЛ (Д-4), Сибирь               | 7 из 10    | 18         | 6          | 2          | 10         | 22-27      | 1/4 (ЛФК Сибирь)       |                          |
| 2006  | Новосибирск-Олимпик | ЛФЛ (Д-4), Сибирь               | ЛФЛ (Д-4), Сибирь               | 10 из 10   | 18         | 2          | 6          | 10         | 18-32      | 1/8 (ЛФК Сибирь)       |                          |

Вторая команда
В 2000 году в зональных первенстве (СФФ «Сибирь») и кубке России (зона «Сибирь», формат — групповой турнир) среди команд КФК также принимала участие команда «Новосибирск-Олимпик».
| 2000       | Место    | И  | В | Н | П | Мячи  |
| ---------- | -------- | -- | - | - | - | ----- |
| Первенство | 6 из 9   | 16 | 5 | 2 | 9 | 23-32 |
| Кубок      | 10 из 10 | 3  | 1 | 0 | 2 | 5-10  |